# 赫诺韦斯
赫诺韦斯，是西班牙巴伦西亚自治区巴伦西亚省的一个市镇。总面积15平方公里，总人口2478人（2001年），人口密度165人/平方公里。